# R'Bonney Gabriel
R'Bonney Nola Gabriel, née le 20 mars 1994 à Houston, dans l’État de Texas, est un mannequin américain. Elle a été élue Miss Univers 2022 à La Nouvelle-Orléans, aux États-Unis.

## Biographie
R'Boney Gabriel est née à Houston, au Texas, d'un père philippin, Remigio Bonzon « R. Bon » Gabriel, et d'une mère américaine, Dana Walker. Elle a trois frères aînés. Son père est né aux Philippines et est originaire de Manille. Elle a immigré dans l'État de Washington à l'âge de 25 ans et a ensuite obtenu son doctorat en psychologie à l'université de Californie du Sud. Sa mère est originaire de Beaumont, au Texas
R'Boney Gabriel est diplômée de l'université du Nord du Texas avec un baccalauréat universitaire en design de mode. Elle travaille comme designer créant des vêtements écologiques et comme mannequin.

## Concours de beauté

### Miss USA 2022
Elle a participé à Miss Texas USA 2021 en tant que Miss Harris County et s'est classée première dauphine devant Victoria Hinojosa de McAllen. Elle a été élue Miss Texas USA 2022 et a ensuite représenté le Texas à Miss USA 2022, où elle a ensuite été couronnée Miss USA 2022,, devenant ainsi la première Miss USA d'origine philippine,,.

### Miss Univers 2022
Le 14 janvier 2023, à La Nouvelle-Orléans, Louisiane, elle est sacrée Miss Univers 2022, faisant d'elle la 9e Américaine à remporter le concours et la  première représentante des États-Unis à remporter le concours Miss Univers depuis Olivia Culpo en 2012. Elle est la Miss Univers la plus âgée de l'histoire, à 28 ans, 9 mois et 25 jours.